# Bob Swaim
Robert Frank "Bob" Swaim Jr, född 2 november 1943 i Evanston, Illinois, är en amerikansk manusförfattare och filmregissör, främst verksam i Frankrike.

## Filmografi i urval
- 1977 – La nuit de Saint-German-des-Prés (manus, regi)
- 1982 – Tjallaren (manus, regi)
- 1985 – Spioner är vi allihopa (roll)
- 1986 – Half Moon Street (manus, regi)
- 1988 – Dubbelspel (regi)
- 1990 – Rainbow Drive (roll)
- 1992 – L'Atlantide (manus, regi)
- 2004 – Nos amis les flics (manus, regi)